# Соціальна інженерія (соціологія)
Соціа́льна інженері́я — сукупність підходів прикладних соціальних наук, які орієнтовані на цілеспрямовану зміну організаційних структур, що визначають людську поведінку і забезпечують контроль над ними.
На становлення і розвиток соціальної інженерії істотний вплив зробили психологія, прикладна антропологія, управлінські науки, синергетика і соціальна синергетика — наука про самоорганізацію суспільства, яка визначає умови і фактори сталого розвитку суспільства. Багато дослідників доходять до висновку, що соціально-інженерний підхід до управління виробляє третій фактор, в якому вирішуються протиріччя відносин об'єкта і суб'єкта управління. Об'єкт соціальної інженерії перестає бути лише засобом реалізації соціальних програм, розроблених експертами, і сам стає суб'єктом. Формується тринітарний підхід «управління — співуправління — самоврядування». Соціально-інженерний підхід перетворює управління в інтерактивний процес, а завданням соціальних інженерів стає створення умов для розкриття внутрішнього потенціалу соціальної системи. Фахівці в галузі соціальної інженерії займаються соціальними проблемами на виробництві та у сфері взаємодії з громадськістю. Головною відмінністю соціального інженера від вузького фахівця є методологічна і технологічна широта підготовки.

## Напрямки
Соціальна інженерія розвивається за наступними напрямками:
- соцієтальна — будівництво соціальних інститутів: державне будівництво, створення модернізованої системи освіти, охорони здоров'я тощо;
- регіональна — формування регіональних спільнот;
- муніципальна — формування місцевих співтовариств;
- організаційна — будівництво організацій;
- групова інженерія — формування цільових груп і команд.

## Процедури
Соціоінженерний підхід дозволяє змінити соціальну дійсність на основі методів планування, програмування, передбачення та прогнозування. Соціоінженерна діяльність включає в себе наступні процедури:
- оцінка стану об'єкта соціоінженерної діяльності;
- прогнозування найбільш ймовірних варіантів розвитку внутрішнього і зовнішнього середовища об'єкта прогнозу;
- моделювання стану майбутнього об'єкта дослідження з використанням математичних, кібернетичних, прогностичних та інших методів;
- розробка соціального проекту нового стану досліджуваного об'єкта;
- соціальне планування згідно з соціальним проектом;
- здійснення проекту за допомогою інноваційних соціальних технологій.